# Christophe Moukouéké
Christophe Moukouéké (ur. 25 kwietnia 1939 w Mvouti – 30 września 2021 w Brazzaville) – kongijski polityk, jeden z założycieli Panafrykańskiego Związku na rzecz Demokracji Społecznej. Od 1971 roku był ministrem podstawowego i średniego wykształcenia, a od 1975 roku ministrem informacji.    
Od 1992 do 2006 roku był sekretarzem generalnym Panafrykańskiego Związku na rzecz Demokracji Społecznej.    

## Życiorys
Z wykształcenia jest nauczycielem. W grudniu 1971 roku wszedł w skład rządu jako minister podstawowego i średniego wykształcenia. Został członkiem Komitetu Centralnego Kongijskiej Partii Pracy. Działał jako wiceprzewodniczący Cour Révolutionnaire de Justice, został także sekretarzem komisji propagandy KC PCT. 9 stycznia 1975 roku został ministrem informacji. Rok później został sekretarzem generalnym Université de Brazzaville.
W 1991 roku był jednym ze współzałożycieli partii Pascala Lissouby – Panafrykańskiego Związku na rzecz Demokracji Społecznej. W trakcie prezydencji Lissoby był sekretarzem generalnym partii, a także jednym z głównych doradców politycznych prezydenta. W 1997 roku, w wyniku obalenia Lissoby, został zmuszony do ucieczki do Francji. W tym czasie, w 2000 roku, napisał swoją książkę – Congo-Brazzaville: 30 ans de révolution pour rien.
W 2006 roku powrócił do Konga. 28 grudnia 2006 roku, podczas I nadzwyczajnego kongresu Panafrykańskiego Związku na rzecz Demokracji Społecznej, Pascal Tsaty Mabiala zastąpił go na stanowisku sekretarza generalnego partii. W wyborach parlamentarnych w 2007 roku został wybrany deputowanym do Zgromadzenia Narodowego z list UPADS w okręgu Mabombo. W sierpniu 2008 roku, w wyniku fali krytyki spowodowanej prywatnym spotkaniem pomiędzy Moukouéké, a prezydentem Denisem Sassou-Nguesso, został wyrzucony z biura politycznego UPADS.
Zmarł w wieku 82 lat, 30 września 2021 roku w szpitalu Leyono w Brazzaville.

## Publikacje
- Congo-Brazzaville: 30 ans de révolution pour rien. Editions Condor, 2000. OCLC 48817910. Brak numerów stron w książce
- Le Congo d'après guerre (1997-2000): défis majeures et nécessaires mutations. Paris: Bajag-Meri, 2006. ISBN 978-2-911147-23-4. OCLC 81321620. Brak numerów stron w książce